# Çapuling

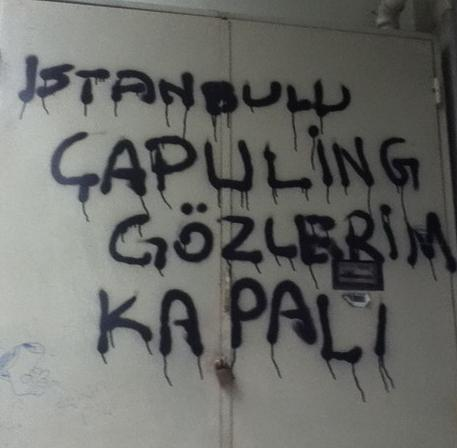
Wandparole in Istanbul, Abwandlung des berühmten Gedichtes von Orhan Veli: „Çapuling zu Istanbul, meine Augen sind geschlossen“

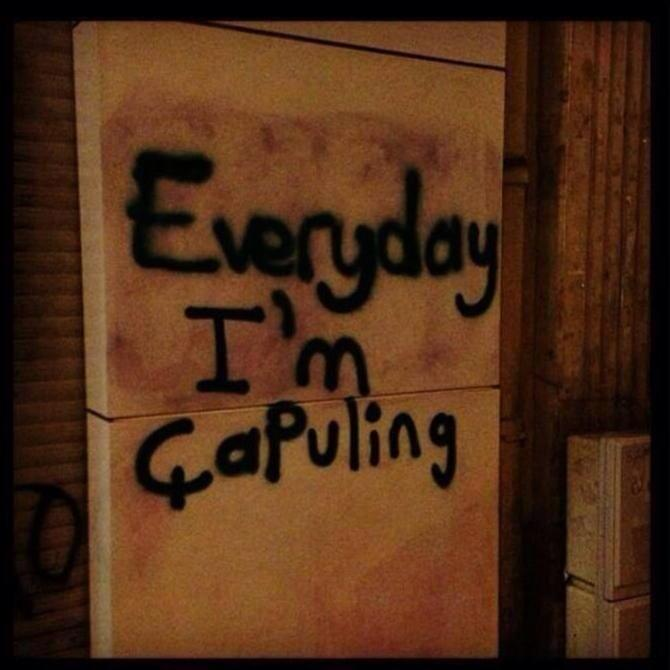
Graffiti vom Juni 2013, auf vielen T-Shirts oder Postern zu sehen.

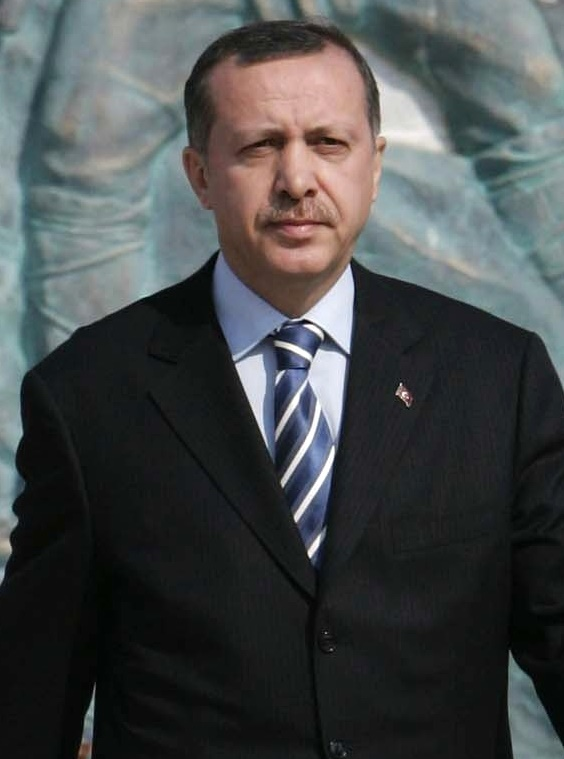
Tayyip Erdoğan löste mit seiner Bezeichnung der Protestierenden als „çapulcu“ die politische Debatte um das Wort aus.

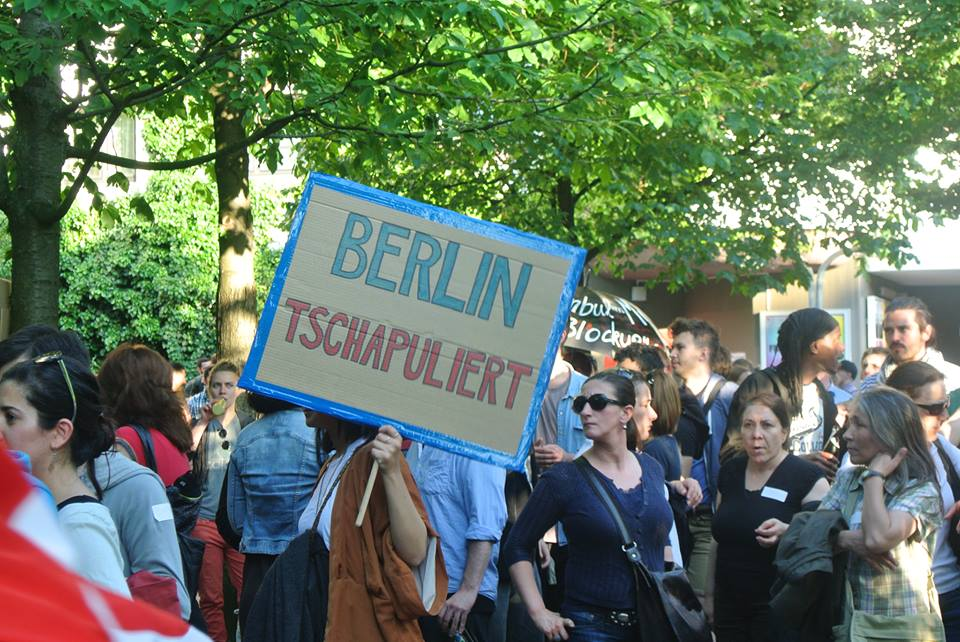
"Berlin tschapuliert"

Çapuling (Aussprache: [t͡ʃapuɫɪŋ]), auch als chapulling oder çapulling geschrieben, ist ein Neologismus, der im Rahmen der Proteste in der Türkei 2013 entstand und auf eine Wortwahl des türkischen Ministerpräsidenten Recep Tayyip Erdoğan zurückgeht, der den Begriff „çapulcu“ ([t͡ʃapuɫd͡ʒu], türkisch für „Marodeur“ oder „Plünderer“) als Bezeichnung für die Demonstranten verwendete. Der Begriff wurde von den Protestierenden aufgegriffen und als Geusenwort umgemünzt, indem „çapulcu“ als Selbstbezeichnung benutzt wurde. Çapuling wurde im Kontext der sich ausweitenden Proteste als Wort geprägt, das Erdoğans Benutzung eines negativ konnotierten Begriffs bewusst ein Bild von Demonstrierenden gegenüberstellt, die alles tun, nur nicht plündern. Das Wort „çapuling“ wird von Sympathisanten der Proteste in der Bedeutung „für die eigenen Rechte kämpfen“ verwendet.

## Wortbedeutung
Der Begriff „çapulcu“ leitet sich vom türkischen Wort „çapul“ (Raubzug, Plünderung) ab, das durch das Suffix -cu die Bedeutung „Räuber“ oder „Plünderer“ bekommt.
Die Gesellschaft für die türkische Sprache (TDK) dementierte am 6. Juni 2013 eine Meldung, wonach in der Online-Ausgabe ihres Wörterbuchs die Definition von „çapulcu“ Anfang Juni 2013 geändert wurde zu „Aufständische gegen die öffentliche Ordnung, Störer“ („düzene aykırı davranışlarda bulunan, düzeni bozan“). Trotz des Dementis ist die neue, von der Druckversion des Wörterbuchs abweichende Definition weiterhin online einsehbar.
Hürriyet berichtete von einer möglichen Schreibweise von „çapuling“ im Deutschen als „tschapulieren oder schapulieren“. Die Tageszeitung junge Welt titelte im Rahmen von Protesten in Kreuzberg „Auch Berlin »tschapuliert«“.
Das türkisch-englische Online-Wörterbuch Zargan fügte „chapulling“ als neuen Begriff hinzu, was Agence France Presse als „Solidaritätsgeste gegenüber den Demonstrierenden“ bezeichnete. Der deutsche Schriftsteller Feridun Zaimoğlu erläuterte den Begriff in seinem ZEIT-Artikel „Es schneit in der Hölle“.

## Entwicklung als politischer Begriff
Der türkische Ministerpräsident Recep Tayyip Erdoğan bezeichnete die Protestierenden am 1. Juni 2013 in einer Rede vor Mitgliedern seiner Partei wie folgt:

„Wir können nicht einfach zuschauen, wie einige ‚çapulcu‘ unser Volk aufhetzen. […] Ja, wir werden auch eine Moschee bauen. Ich brauche hierfür keine Erlaubnis – weder vom Vorsitzenden der Republikanischen Volkspartei (CHP) noch von einigen wenigen „çapulcu“. Meine Erlaubnis habe ich von den fünfzig Prozent der Bürger, die uns als Regierungspartei gewählt haben.“

In der öffentlichen Rezeption der Rede Erdoğans führte besonders die Bezeichnung der Protestierenden als Plünderer zu Empörung. Innerhalb weniger Tage erfuhr der bis dahin negativ konnotierte Begriff „çapulcu“ eine Bedeutungswandlung zu einer positiven Selbstbezeichnung. Die Begriffsbildung wurde ebenso von mehreren überregionalen Tageszeitungen thematisiert, so in Frankreich vom konservativen Figaro oder der liberalen The Express Tribune in Pakistan mit Bezug auf die Nachrichtenagentur AFP.
Internationale Unterstützer der Ereignisse am Gezi-Park fotografierten sich mit Parolen wie „Ich bin ebenfalls ein Çapulcu“ und posteten die Aufnahmen in den sozialen Medien als Gruß an die Protestierenden in der Türkei. Die Bewegung wurde auch unterstützt von dem politisch engagierten Linguisten Noam Chomsky, der sich selbst einen „Çapulcu“ nannte und dazu folgende Parole aufnahm: „Überall ist Taksim, überall ist Widerstand“ („Her yer Taksim, her yer direniş“).
Erdoğan hatte den Begriff bereits vorher in einem ganz anderen Kontext zur Bezeichnung politischer Gegner benutzt: Er ließ im April 2013 verlauten, dass seine Bemühungen um ein Ende des bewaffneten Konflikts mit der PKK nicht von „drei bis fünf çapulcu“ sabotiert werden würden.

## Verbreitung als virales Video
Der Begriff „Çapuling“ und die auch als Graffiti verbreitete Parole „Everyday I’m çapuling“, die sich zum „Slogan des Taksim-Platzes“ entwickelte, erfuhren durch ein virales Video weitere Verbreitung. Gezeigt werden Aufnahmen von fröhlichen, tanzenden und musizierenden Demonstranten, die unterlegt sind mit Ausschnitten aus der Single Party Rock Anthem („Every day I’m shufflin'“) des US-amerikanischen Electro-/Hip-Hop-Duos LMFAO. Das Video verwendet in seinem Titel den Begriff in der anglisierten Form „Everyday I’m Chapulling“: „‚Jeden Tag bin ich am Plündern‘, soll diese Wortkreation aus Türkisch und Englisch bedeuten.“